# Cmentarz Komunalny w Częstochowie
Cmentarz Komunalny w Częstochowie – cmentarz położony w Częstochowie przy ulicy Radomskiej 117.

## Powstanie i charakterystyka
Cmentarz powstał 16 czerwca 2003 na mocy uchwały Rady Miasta Częstochowa. Pierwszy pochówek przeprowadzono 1 lipca 2003. W grudniu 2003 rozpoczęto na cmentarzu spopielanie zwłok we własnym piecu krematoryjnym. W 2004 cmentarz zaczął świadczyć usługi pogrzebowe pod marką Miejski Zakład Pogrzebowy. W 2005 otrzymał od Gminy Częstochowa w zarząd trwały nieruchomości przy ulicy Krakowskiej 16, gdzie zorganizowano dodatkowe biuro obsługi klienta i nieruchomość przy ulicy Cmentarnej – Dom Przedpogrzebowy Kule (po prawej stronie od bramy głównej cmentarza wyznaniowego Kule).
Dyrekcja cmentarza uzyskała certyfikację jakości ISO w zakresie świadczonych usług cmentarnych, pogrzebowych i kremacyjnych. Jest to pierwszy cmentarz w Polsce który uzyskał certyfikat i utrzymuje go nadal.

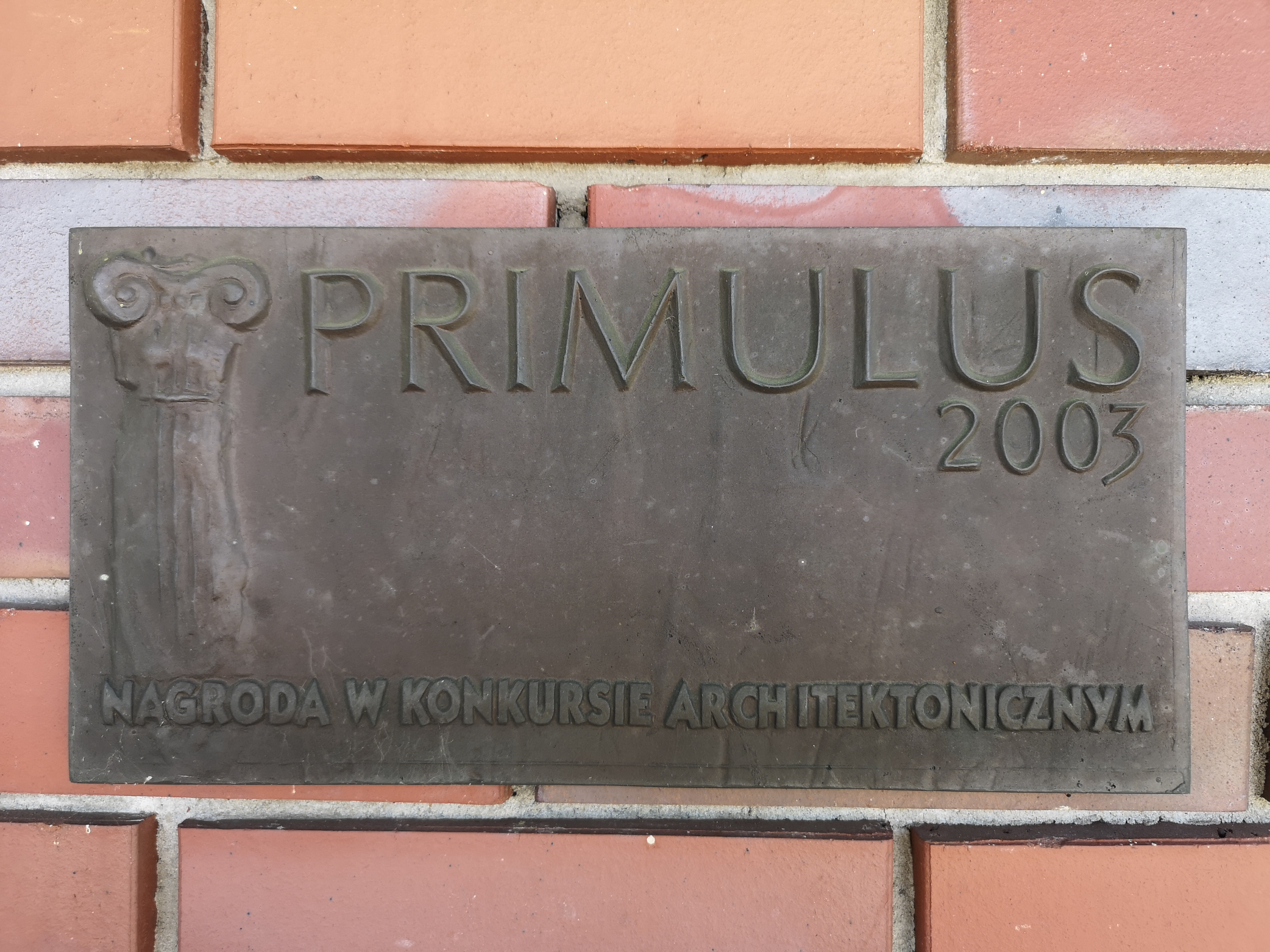
Primulus - tablica upamiętniająca uzyskanie nagrody przez projekt - Cmentarz Komunalny w Częstochowie - w konkursie architektonicznym.

Na terenie cmentarza komunalnego przy ulicy Radomskiej 117 znajduje się budynek administracji w którym mieści się główne biuro obsługi klienta, administracja, lokale użytkowe. Budynek ceremonii pogrzebowych zaprojektowano jako rotundę której przednia wysunięta część wsparta jest na betonowych przęsłach. Przęsło po prawej stronie, wysunięte na zachód, zwieńczone zostało 16-metrową dzwonnicą. Wewnątrz znajdują się dwie kaplice - sale ceremonialne. W kaplicy głównej w ołtarzu znajduje się jedna z największych instalacji – rzeźb Jerzego Kędziory, przedstawiający alegorię zmartwychwstania. Mniejsza kaplica (boczna) bez elementów wyznaniowych - ekumeniczna. Kaplice przystosowane są do ceremonii pogrzebowych - wyznaniowych różnych religii, humanistycznych (świeckich). Duże zaplecze prosektoryjne wykorzystywane jest przez biegłych sądowych do oględzin i badań sekcyjnych. Krematorium posiada oddzielne pomieszczenia: biuro operatorów, piecownię z dwoma urządzeniami kremacyjnymi, salę podglądową.
Założenie projektowe Cmentarza Komunalnego w Częstochowie zgodnie z przepisami prawa cmentarnego jest o charakterze parkowym. Zachowano istniejące nasadzenia, dodatkowo wzbogacając architekturę o grupę grabów kolumnowych na placu centralnym oraz monumentalne platany w alej zasłużonych, która biegnie od bramy głównej cmentarza na wschód łącząc się z kwaterą kolumbariów wśród zagajnika brzozowego. Architektura cmentarza to podział na wyraźne kwatery tradycyjne dla pochówków inhumacyjnych (trumiennych), kolumbaria - odlewy betonowe o surowym wykończeniu - pojedyncze i wielomiejscowe, kwatery urnowe z grobami murowanymi. Kwatery wyposażono w punkty czerpania wody, miejsca odpoczynku. Zaprojektowano kilka wejść: przez bramę główną zwieńczoną dwoma pylonami stanowiącymi bramę główną z furtami od ulicy Radomskiej, furtki boczne od ulicy Białostockiej i Wejherowskiej oraz miniaturę bramy głównej znajdującą się od ulicy Białostockiej przy cmentarzu parafii pw. Św. Ap. Piotra i Pawła.
Siedziba administracji cmentarza mieści się przy ulicy Radomskiej 117. Cmentarz posiada 9 ha powierzchni, a docelowa powierzchnia po rozbudowie może objąć do 34,5 ha i służyć do pochówku 55 tys. zmarłych. Jego projektantami byli Adam Pytel, Jarosław Kołodziejczyk, Ziemowit Domagała i Stanisław Oset.

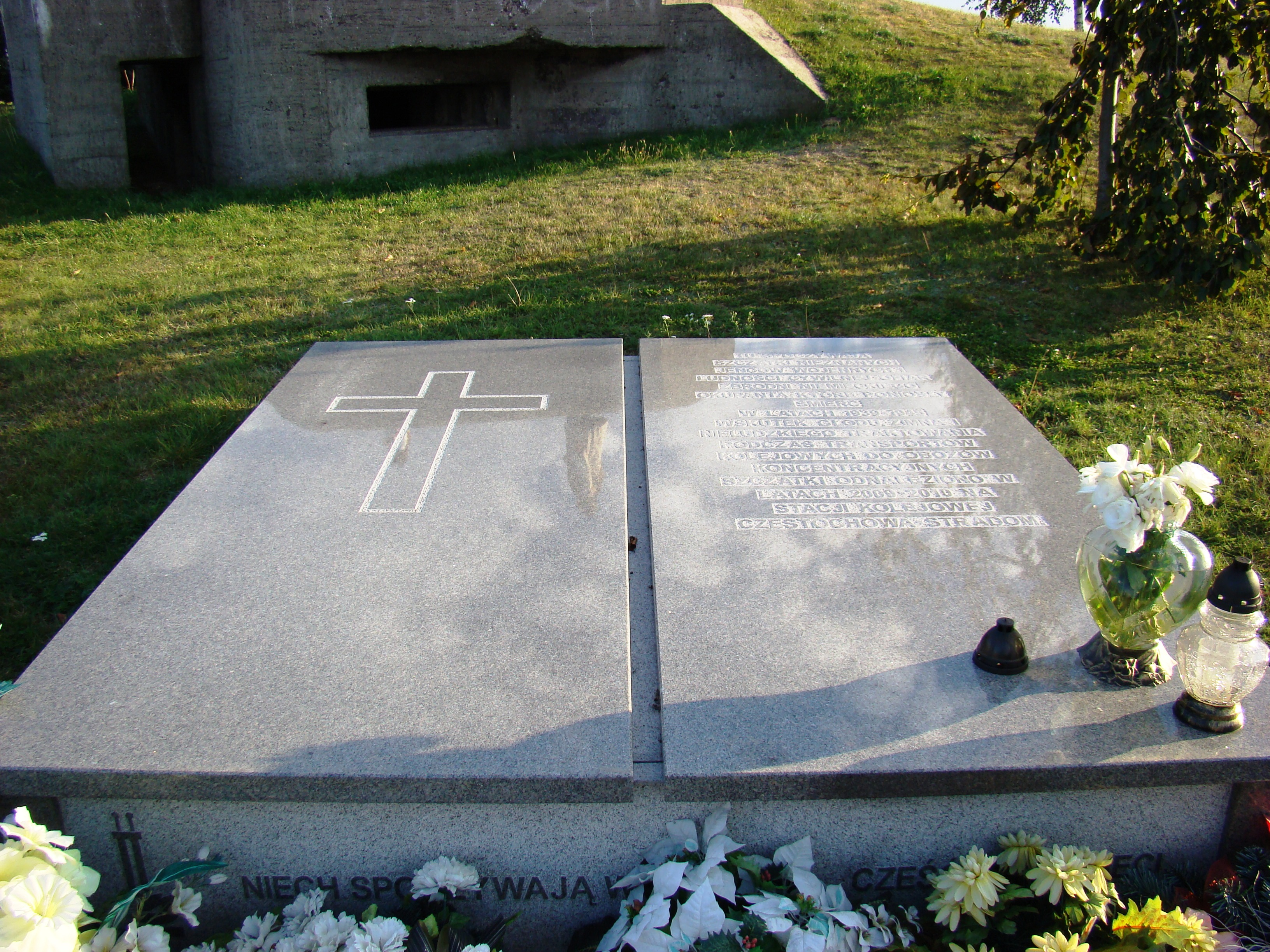
Grób szczątków osób, które zginęły podczas II wojny światowej podczas transportów do obozów zagłady. Szczątki odnaleziono na stacji kolejowej Częstochowa Stradom.

## Pochowani na cmentarzu
Na cmentarzu pochowani są m.in.
- Włodzimierz Kulej - artysta malarz, nauczyciel Akademicki. Dr Jan. Profesor UJD w Częstochowie[4].
- Marek Boral – poseł na Sejm X oraz I kadencji
- Józef Grygiel – poseł na Sejm PRL VII i VIII kadencji w latach 1975–1982, w latach 1975–1980 I sekretarz KW PZPR województwa częstochowskiego
- Krzysztof Pośpiech – dyrygent, chórmistrz, pedagog, animator życia kulturalnego ziemi częstochowskiej, w 1991 założył Ośrodek Promocji Kultury „Gaude Mater” w Częstochowie, którego był dyrektorem w latach 1991–1995
- Józef Wypych – inżynier, doktor nauk technicznych, wieloletni dyrektor Huty Częstochowa, dyrektor Huty Zawiercie
- Jacek Paciorkowski - w latach 1981 - 1987 prezydent Miasta Częstochowy
- Andrzej Dziewiątkowski - wykładowca akademicki, założyciel i rektor Wyższej Szkoły Zarządzania w Częstochowie